# Palladio di Raziaria
Palladio di Raziaria (IV secolo – IV secolo) è stato un vescovo romano.
Vescovo di Raziaria e seguace di Fotino di Sirmio, fu deposto nel 351 per eresia. Divenuto ariano, riottenne la diocesi, ma fu nuovamente deposto e scomunicato per eresia nel 381 dal concilio di Aquileia.